# Cadiorapa praxina
Cadiorapa praxina är en fjärilsart som beskrevs av William Schaus 1904. Cadiorapa praxina ingår i släktet Cadiorapa och familjen nattflyn. Inga underarter finns listade i Catalogue of Life.